# تيرينس هيغينز
تيرينس هيغينز (بالإنجليزية: Terence Higgins)‏ هو قاضي أسترالي، ولد في 1943.